# Gerda Mundt
Gerda Mundt (født 4. september 1874 på Frederiksberg, død 16. september 1956 i Gentofte) var en dansk konservativ politiker, forfatter og oversætter. Hun var medlem af Lyngby Sogneråd fra 1909 til 1914, medlem af Københavns Borgerrepræsentation fra 1919 til 1946 og medlem af Folketinget fra 1932 til 1945. Hun var den mest betydelige kvinde i Det Konservative Folkeparti i årene efter partiets stiftelse i 1915, og hun var det første kvindelige byrådsmedlem i Danmark. Gerda Mundt var også aktiv i flere kristne bevægelser, bl.a. KFUK og Lukasstiftelsen.
Gerda Mundt blev Ridder af Dannebrog i 1955 og æresmedlem af Missionen blandt kvindelige Arbejdere i 1940.

## Opvækst og uddannelse
Gerda Mundt voksede op i et borgerligt hjem med sine fire søskende. Faren, Jodochus Henrik Mundt, var overretsprokurator (dvs. advokat med møderet for Overretten), og moderen, Anna Augusta født Paulsen, var plejedatter af skolebestyrer Natalie Zahle. Det betød, at familien havde tætte kontakter med Zahle-familien og lejlighedsvis boede på N. Zahles Skole i København. Gerda Mundt havde sin skolegang der og blev student fra skolen i 1896. I 1887 blev hun cand.phil. Derefter studerede hun ved Martin-Luther-universitetet i Halle, Tyskland, 1898-1899.

## Arbejde i Lyngby
I de følgende år var Mundt involveret i kirkeligt foreningsarbejde og foretog en studietur til Manchester og London i Storbritannien i 1902. Der fik hun indsigt i det sociale arbejde for kristne i byerne. Da hun efter et stykke tid vendte tilbage til Danmark, fik hun gennemført sine egne kristen-sociale initiativer; herunder for fabriksarbejdende kvinder i Kongens Lyngby i 1903, og sammen med sin nære ven Edel Liisberg etablerede hun en afdeling af KFUK (Kristelig Forening for Unge Kvinder) i 1904 i Lyngby. Med tiden fik hun flere opgaver; herunder som bestyrelsesmedlem og kasserer for KFUK's hovedforening i København (1916-1919) og som formand for Missionen blandt kvindelige Arbejdere (1927-1940). Hun blev valgt til Lyngbys sogneråd ved kommunalvalget i 1909 som var det første kommunalvalg hvor kvinder havde valgret. Her blev hun optaget af skolesager og hun var medlem af sognets værgeråd, en institution der arbejdede med socialt udsatte børn og unge. Hun sad i sognerådet indtil 1914. Forsvarsanliggender var også blandt Mundts interesser, og hun var formand for Danske Kvinders Forsvarsforening i Københavns Amt (1907-1912).

## Borgerrepræsentant og folketingspolitiker
Gerda Mundt flyttede til København i 1914 og fortsatte med at bo sammen med sin far. På et tidspunkt efter hans død i 1926 flyttede en guddatter og hendes søster ind i Mundts hjem. I perioden 1915-1919 forlod Mundt politikken midlertidigt, men vendte tilbage som valgt medlem af Københavns Borgerrepræsentation. Hun havde denne post indtil 1946. Hun sad i forretningsudvalget for Københavns værgeråd 1923-1933, og fra 1933 hvor værgerådene blev afskaffede, til 1946 i Børneværnet. Hun besøgte USA i 1934 og beskrev sine indtryk fra amerikanske kvindefængsler og landets sociale forhold i bogen Fra New York til Yellowstone fra 1935. Som kommunalpolitiker i Københavns Borgerrepræsentation var hun involveret i boligspørgsmål og ønskede bedre boliger og sanering af sanering af Københavns slum.
Fra 1924 var hun kandidat til Folketinget i Søndre Storkreds, og medlem af Folketinget fra 1932 til 1945. Hun var medlem af Befolkningskommissionen af 1935 hvor hun også arbejdede for bedre boligforhold. Hun stod for en mindretalsudtalelse i kommissionens betænkning fra 1938 hvor hun gik imod obligatorisk seksualoplysning for unge og oprettelse af vejledningsklinikker og udlevering af gratis prævention. Mundt var sammen med Karen Ræder og flere andre med tilknytning Indre Mission med til arrangere en landsdækkende underskriftindsamling hvor 173.000 kvinder advarede mod at lempe vilkårene for at få abort.

## Forfatter, redaktør og oversætter
Mundt skrev en del rejsebøger, biografier, slægtsbøger med mere. Hun med medredaktør af Plovfuren som var et kirkeligt blad fra 1917 til 1920. Mundt oversatte desuden omkring 70 bøger til dansk.